# Спурий Фурий Медулин Фуз
Вижте пояснителната страница за други личности с името Спурий Фурий Медулин.
Спурий Фурий Медулин Фуз (на латински: Spurius Furius Medullinus Fusus) е политик на ранната Римска република.
Той произлиза от патрицианската фамилия Фурии и е брат на Публий Фурий Медулин Фуз (консул 472 пр.н.е.).
През 464 пр.н.е. той е консул заедно с Авъл Постумий Алб Региленсис. Те водят война с еквите.
През 453 пр.н.е. в Рим има чумна епидемия и след смъртта на Секст Квинктилий Вар, Спурий Фуз е избран за суфектконсул заедно с консул Публий Куриаций Фист Тригемин.